# Ricarda Magduschewski
Ricarda Magduschewski (* 4. August 1989 in Herdecke) ist eine deutsche Laiendarstellerin und Sängerin.

## Leben und Karriere
Ricarda Magduschewski wuchs in Herdecke und Ludwigsburg auf. In Ludwigsburg besuchte sie das Sportgymnasium Otto-Hahn-Gymnasium und sammelte Erfahrungen im Tanz und der Musik, bevor sie die Schule mit 18 abbrach. Zum einen trat sie hier mehrmals mit der Schultanzgruppe des Gymnasiums auf, zum anderen machte sie auch erste Erfahrungen als Sängerin in der Schulband und knüpfte Kontakt mit RGT.
Sie studierte in Köln an der Akademie Deutsche POP den Ausbildungsgang Singer/Songwriter und sammelte dort erste Bühnenerfahrung mit einer Girlgroup.
Im Alter von 18 Jahren gewann Ricarda den Newcomer-Contest „Baden-Württembergs BESTE“ von Hit-Radio Antenne 1 und war im Anschluss daran regelmäßig im Musikprogramm des Stuttgarter Radiosenders. 2011 erschien ihre Single So Blond So Black – der Titel nimmt dabei Bezug auf ihr favorisiertes Genre Soul-Pop.
Sie erlangte hauptsächlich durch ihre Mitwirkung in der Serie Berlin – Tag & Nacht Bekanntheit. In der Reality-Seifenoper spielte sie von dem Sendestart im Jahre 2011 bis zu ihrem Ausstieg Ende 2013 in 575 Episoden die Hauptrolle der Sofi Bach. Auch dort träumte sie von einer Karriere als Sängerin. Als jüngste Bewohnerin der Wohngemeinschaft schlüpfte sie in die Rolle der liebenswerten, aber naiven Prinzessin. Seitdem lebt sie in Berlin.

## Filmografie
- 2011–2013: Berlin – Tag & Nacht (Fernsehserie)

## Diskografie
- 2008: Till They Take My Heart Away – Single
- 2011: So Blond So Black – Single
- 2014: OnTheLine – Single